# Cigeľ
Cigeľ (em húngaro: Cégely) é um município da Eslováquia, situado no distrito de Prievidza, na região de Trenčín. Tem 17,35 km² de área e sua população em 2018 foi estimada em 1.258 habitantes.

## Demografia
| Ano:        | 1994 | 2004   | 2014    | 2024   |
| ----------- | ---- | ------ | ------- | ------ |
| Broj ljudi: | 976  | 1036   | 1254    | 1287   |
| Razlika:    |      | +6,14% | +21,04% | +2,63% |

| Ano:               | 2023 | 2024   |
| ------------------ | ---- | ------ |
| Número de pessoas: | 1280 | 1287   |
| Diferença:         |      | +0,54% |